# Puchar CEV siatkarek (1990/1991)
Puchar CEV siatkarek 1990/1991 – 11. sezon turnieju rozgrywanego od 1980 roku, organizowanego przez Europejską Konfederację Piłki Siatkowej (CEV) w ramach europejskich pucharów dla żeńskich klubowych zespołów siatkarskich "starego kontynentu".

## Drużyny uczestniczące
- Tyrolia Wiedeń
- SL Benfica
- Basler VB
- SC Lipsk
- CV Tenerife
- Vakifbank Ankara
- Olympic Luxembourg
- SC Uni Bazylea
- VBC Riom
- ŽOK Rijeka
- Tungsram Budapeszt
- Dames Temse
- Blue Eyes Team Jyväskylä
- Radnički Belgrad
- AS St. Raphael
- Pescopagano Matera
- BZBK Baku
- Olympiakos Neapoleos Nikozja
- Penicilina Iasi
- Slavia Sofia
- Filathlitikos Saloniki
- Skp Bratysława
- Braglia Cucine Reggio Emilia
- ŁKS Łódź
- 1. VC Schwerte
- Galatasaray SK
- Hapoel Emek
- Alcorcon Medina Madrid
- Rapid CFR Bukareszt
- Orbita Zaporoże
- Hatovoc Tongeren
- Zaon Kifissia's Ateny
- Akademik Warna
- Leixoes SC Porto
- Eger SC
- USC Münster

## Rozgrywki

### Runda wstępna
| Data       | Drużyna 1          | Wynik | Drużyna 2        | Sety                            |
| ---------- | ------------------ | ----- | ---------------- | ------------------------------- |
| 06.10.1990 | Tyrolia Wiedeń     | 0:3   | SL Benfica       | 13:15, 10:15, 14:16             |
| 13.10.1990 | Tyrolia Wiedeń     | 0:3   | SL Benfica       | 12:15, 10:15, 5:15              |
| 06.10.1990 | Basler VB          | 3:0   | SC Lipsk         | 15:7, 15:10, 15:11              |
| 13.10.1990 | Basler VB          | 1:3   | SC Lipsk         | 15:5, 13:15, 11:15, 12:15       |
| 06.10.1990 | CV Tenerife        | 0:3   | Vakifbank Ankara | 7:15, 4:15, 7:15                |
| 13.10.1990 | CV Tenerife        | 1:3   | Vakifbank Ankara | 10:15, 15:12 9:15, 6:15         |
| 06.10.1990 | Olympic Luxembourg | 0:3   | SC Uni Bazylea   | 7:15, 5:15, 9:15                |
| 13.10.1990 | Olympic Luxembourg | 0:3   | SC Uni Bazylea   | 8:15, 12:15, 3:15               |
| 06.10.1990 | VBC Riom           | 3:0   | ŽOK Rijeka       | 15:5, 15:12, 15:9               |
| 10.10.1990 | VBC Riom           | 2:3   | ŽOK Rijeka       | 15:10, 17:15, 13:15, 9:15, 4:15 |

### 1/16 finału
| Data       | Drużyna 1           | Wynik | Drużyna 2                    | Sety                              |
| ---------- | ------------------- | ----- | ---------------------------- | --------------------------------- |
| 03.11.1990 | Tungsram Budapeszt  | 3:0   | SL Benfica                   | 15:3, 15:8, 15:4                  |
| 10.11.1990 | Tungsram Budapeszt  | 2:3   | SL Benfica                   | 15:5, 11:15, 10:15, 15:10, 16:17  |
| 03.11.1990 | Dames Temse         | 3:2   | Blue Eyes Team Jyväskylä     | 15:12, 15:11, 9:15, 12:15, 15:12  |
| 10.11.1990 | Dames Temse         | 2:3   | Blue Eyes Team Jyväskylä     | 9:15, 13:15, 15:12, 15:7, 13:15   |
| 03.11.1990 | Radnički Belgrad    | 0:3   | AS St. Raphael               | 2:15, 9:15, 5:15                  |
| 10.11.1990 | Radnički Belgrad    | 0:3   | AS St. Raphael               | 2:15, 12:15, 8:15                 |
| 03.11.1990 | Pescopagano Matera  | 3:0   | Basler VB                    | 15:5, 15:9, 15:6                  |
| 10.11.1990 | Pescopagano Matera  | 3:0   | Basler VB                    | 15:2, 15:9, 15:12                 |
| 03.11.1990 | BZBK Baku           | 3:0   | Olympiakos Neapoleos Nikozja | 15:7, 15:10, 15:10                |
| 10.11.1990 | BZBK Baku           | 3:0   | Olympiakos Neapoleos Nikozja | 15:8, 15:7, 15:9                  |
| 03.11.1990 | Penicilina IASI     | 0:3   | Vakifbank Ankara             | 4:15, 14:15, 11:15                |
| 10.11.1990 | Penicilina IASI     | 2:3   | Vakifbank Ankara             | 13:15, 9:15, 15:12, 15:3, 5:15    |
| 03.11.1990 | Slavia Sofia        | 3:0   | Filathlitikos Saloniki       | 15:0, 15:1, 15:2                  |
| 10.11.1990 | Slavia Sofia        | 3:0   | Filathlitikos Saloniki       | 15:2, 15:9, 15:10                 |
| 03.11.1990 | Skp Bratysława      | 0:3   | Braglia Cucine Reggio Emilia | 9:15, 3:15, 3:15                  |
| 10.11.1990 | Skp Bratysława      | 1:3   | Braglia Cucine Reggio Emilia | 6:15, 15:13, 12:15, 5:15          |
| 03.11.1990 | ŁKS Łódź            | 2:3   | 1. VC Schwerte               | 12:15, 15:4, 13:15, 15:7, 14:16   |
| 10.11.1990 | ŁKS Łódź            | 1:3   | 1. VC Schwerte               | 12:15, 13:15, 15:10, 8:15         |
| 03.11.1990 | Galatasaray Stambuł | 3:0   | Hapoel Emek                  | 15:3, 15:3, 15:5                  |
| 10.11.1990 | Galatasaray Stambuł | 3:0   | Hapoel Emek                  | 15:6, 15:2, 15:3                  |
| 03.11.1990 | SC Uni Bazylea      | 3:2   | Alcorcon Medina Madrid       | 11:15, 11:15, 15:11, 15:11, 15:12 |
| 10.11.1990 | SC Uni Bazylea      | 0:3   | Alcorcon Medina Madrid       | 7:15, 9:15, 8:15                  |
| 03.11.1990 | Rapid CFR Bukareszt | 0:3   | Orbita Zaporoże              | 3:15, 9:15, 9:15                  |
| 10.11.1990 | Rapid CFR Bukareszt | 0:3   | Orbita Zaporoże              | 10:15, 4:15, 2:15                 |
| 03.11.1990 | Hatovoc Tongeren    | 3:0   | Zaon Kifissia's Ateny        | 15:4, 15:6, 15:5                  |
| 10.11.1990 | Hatovoc Tongeren    | 3:1   | Zaon Kifissia's Ateny        | 15:12, 17:16, 7:15, 15:9          |
| 03.11.1990 | Akademik Warna      | 2:3   | Leixoes SC Porto             | 8:15, 15:13, 17:15, 4:15, 7:15    |
| 10.11.1990 | Akademik Warna      | 3:2   | Leixoes SC Porto             | 13:15, 15:11, 7:15, 15:7, 17:16   |
| 03.11.1990 | Eger SC             | 0:3   | VBC Riom                     | 10:15, 11:15, 7:15                |
| 10.11.1990 | Eger SC             | 0:3   | VBC Riom                     | 7:15, 8:15, 8:15                  |

### 1/8 finału
| Data       | Drużyna 1                    | Wynik | Drużyna 2              | Sety                             |
| ---------- | ---------------------------- | ----- | ---------------------- | -------------------------------- |
| 01.12.1990 | Pescopagano Matera           | 3:1   | BZBK Baku              | 15:9, 6:15, 15:13, 15:7          |
| 08.12.1990 | Pescopagano Matera           | 2:3   | BZBK Baku              | 6:15, 15:13, 16:14, 5:15, 5:15   |
| 01.12.1990 | Tungsram Budapest            | 3:2   | Dames Temse            | 14:16, 15:11, 9:15, 16:14, 17:16 |
| 08.12.1990 | Tungsram Budapest            | 3:1   | Dames Temse            | 15:12, 16:14, 9:15, 15:4         |
| 01.12.1990 | USC Münster                  | 3:1   | AS St. Raphael         | 10:15, 15:9, 15:4, 15:6          |
| 08.12.1990 | USC Münster                  | 3:2   | AS St. Raphael         | 11:15, 15:12, 12:15, 15:12, 15:7 |
| 01.12.1990 | Vakifbank Ankara             | 3:0   | Slavia Sofia           | 15:5, 15:8, 15:1                 |
| 08.12.1990 | Vakifbank Ankara             | 1:3   | Slavia Sofia           | 15:5, 14:16, 11:15, 12:15        |
| 01.12.1990 | Braglia Cucine Reggio Emilia | 3:0   | 1. VC Schwerte         | 15:3, 15:1, 15:9                 |
| 08.12.1990 | Braglia Cucine Reggio Emilia | 3:2   | 1. VC Schwerte         | 15:8, 12:15, 15:5, 10:15, 15:10  |
| 01.12.1990 | Galatasaray Stambuł          | 0:3   | Alcorcon Medina Madrid | 6:15, 13:15, 5:15                |
| 08.12.1990 | Galatasaray Stambuł          | 0:3   | Alcorcon Medina Madrid | 15:17, 2:15, 8:15                |
| 07.12.1990 | Orbita Zaporoże              | 3:0   | Hatovoc Tongeren       | 15:12, 15:5, 15:1                |
| 09.12.1990 | Orbita Zaporoże              | 3:0   | Hatovoc Tongeren       | 15:11, 15:2, 15:11               |
| 01.12.1990 | Leixoes SC Porto             | 0:3   | VBC Riom               | 6:15, 12:15, 9:15                |
| 08.12.1990 | Leixoes SC Porto             | 3:1   | VBC Riom               | 11:15, 15:4, 15:8, 15:10         |

### 1/4 finału
| Data       | Drużyna 1                    | Wynik | Drużyna 2              | Sety                             |
| ---------- | ---------------------------- | ----- | ---------------------- | -------------------------------- |
| 16.01.1991 | Pescopagano Matera           | 3:0   | Vakifbank Ankara       | 15:5, 15:7, 15:9                 |
| 23.01.1991 | Pescopagano Matera           | 3:0   | Vakifbank Ankara       | 15:0, 15:0, 15:0                 |
| 16.01.1991 | Braglia Cucine Reggio Emilia | 3:0   | Alcorcon Medina Madrid | 15:4, 15:4, 15:1                 |
| 23.01.1991 | Braglia Cucine Reggio Emilia | 3:1   | Alcorcon Medina Madrid | 8:15, 15:4, 15:3, 15:11          |
| 16.01.1991 | Tungsram Budapest            | 0:3   | USC Münster            | 12:15, 13:15, 3:15               |
| 23.01.1991 | Tungsram Budapest            | 0:3   | USC Münster            | 9:15, 10:15, 15:17               |
| 16.01.1991 | Orbita Zaporoże              | 3:2   | VBC Riom               | 14:16, 15:13, 15:8, 12:15, 15:13 |
| 23.01.1991 | Orbita Zaporoże              | 3:1   | VBC Riom               | 15:4, 12:15, 15:7, 15:0          |

### Turniej finałowy
Bursa

#### Mecze o rozstawienie
| Data       | Drużyna 1          | Wynik | Drużyna 2                    | Sety                          |
| ---------- | ------------------ | ----- | ---------------------------- | ----------------------------- |
| 17.02.1991 | Pescopagano Matera | 3:0   | Braglia Cucine Reggio Emilia | 15:4, 15:9, 15:5              |
| 17.02.1991 | USC Münster        | 3:2   | Vakifbank Ankara             | 7:15, 15:13, 15:4, 9:15, 15:9 |

#### Półfinał
| Data       | Drużyna 1                    | Wynik | Drużyna 2        | Sety                     |
| ---------- | ---------------------------- | ----- | ---------------- | ------------------------ |
| 18.02.1991 | Pescopagano Matera           | 3:1   | Vakifbank Ankara | 15:2, 15:5, 8:15, 15:6   |
| 18.02.1991 | Braglia Cucine Reggio Emilia | 3:1   | USC Münster      | 15:12, 1:15, 15:13, 15:7 |

#### Mecz o 3. miejsce
| Data       | Drużyna 1        | Wynik | Drużyna 2   | Sety                            |
| ---------- | ---------------- | ----- | ----------- | ------------------------------- |
| 19.02.1991 | Vakifbank Ankara | 3:2   | USC Münster | 15:5, 15:13, 11:15, 5:15, 15:13 |

#### Finał
| Data       | Drużyna 1          | Wynik | Drużyna 2                    | Sety              |
| ---------- | ------------------ | ----- | ---------------------------- | ----------------- |
| 19.02.1991 | Pescopagano Matera | 3:0   | Braglia Cucine Reggio Emilia | 15:4, 15:11, 15:4 |

## Klasyfikacja końcowa
| Miejsce | Drużyna                      |
| ------- | ---------------------------- |
| złoto   | Pescopagano Matera           |
| srebro  | Braglia Cucine Reggio Emilia |
| brąz    | Vakifbank Ankara             |
| 4.      | USC Münster                  |